# Örenler-Talsperre
Die Örenler-Talsperre (türkisch Örenler Barajı) befindet sich am Südhang des Gebirgszugs Ahır Dağı in der türkischen Provinz Afyonkarahisar.
Die Örenler-Talsperre wurde in den Jahren 1987–1993 15 km nördlich der Kreisstadt Sandıklı am Karadirek Çayı errichtet. 
Sie dient der Bewässerung einer Fläche von 3874 ha. 
Das Absperrbauwerk ist ein 24,9 m hoher Erdschüttdamm.  
Das Dammvolumen beträgt 610.000 m³.   
Der Stausee bedeckt bei Normalstau eine Fläche von 4,4 km². 
Der Speicherraum liegt bei 26 Mio. m³.